# Barbara Mussio
Barbara Mussio (Torino, 4 luglio 1968) è un'ex pattinatrice di short track italiana.

## Biografia
Barbara Mussio ha partecipato ai XV Giochi olimpici invernali di Calgary 1988, conquistando, assieme alle compagne di squadre Cristina Sciolla, Gabriella Monteduro e Maria Rosa Candido, la medaglia d'oro nella staffetta 3000 m di short track, nel ruolo di terza staffettista. Lo short track, specialità del pattinaggio su ghiaccio, fu ammesso per la prima volta alle olimpiadi invernali come sport dimostrativo.
La gara ha visto la Nazionale italiana superare, nell'ordine, in semifinale le compagini canadesi e olandesi e poi sconfiggere in finale la staffetta giapponese. Il tempo ottenuto in finale è stato pari a 4m 45'88", prestazione con la quale è stato stabilito il nuovo record del mondo, peraltro già detenuto dalle stesse atlete azzurre.
Con le stesse compagne, Barbara Mussio l'anno precedente aveva ottenuto il bronzo ai Campionati mondiali di Montréal.
Era stato il padre, appassionato del ghiaccio, a portare Barbara Mussio in pista. In un'intervista a Rai 3 la Mussio disse: «Il ghiaccio mi ha sempre dato soddisfazione e credo che continuerà a darmela, anche se la concorrenza si fa sempre più agguerrita». Dopo aver collezionato svariati trofei ed avere stabilito negli anni '80 il record europeo di velocità di short track, nel 1989 ha terminato l'attività agonistica per iscriversi all'Università (scienze politiche).

## Palmarès

### Olimpiadi
- 1 medaglia:
  - 1 oro (staffetta 3000 m femminile a Calgary 1988)[1].

### Mondiali
- 1 medaglia:
  - 1 bronzo (staffetta a Montreal 1987).